# 1. tujski polk
1. tujski polk (izvirno francosko 1er Régiment étranger; kratica: 1er RE) je administrativni polk Francoske tujske legije.
Prvotno pehotni polk in prvo ustanovljeni polk Francoske tujske legije je bil po odhodu iz Alžirije spremenjen v administrativno enoto, v kateri začnejo svojo kariero rekruti tujske legije.